# Viscount Clare
Viscount Clare war ein erblicher britischer Adelstitel, der je zweimal in der Peerage of Ireland verliehen wurde.

## Verleihungen
Erstmals wurde der Titel am 11. Juli 1662 dem irischen Politiker Sir Daniel O’Brien, dem jüngsten Sohn des Connor O’Brien, 3. Earl of Thomond, verliehen. Zusammen mit der Viscountwürde wurde ihm der nachgeordnete Titel Baron Moyarta verliehen. Sein Enkel, der 3. Viscount, kämpfte nach der Glorious Revolution auf Seiten der Jakobiten und entkam nach der Niederlage 1791 im Rahmen der „Flucht der Wild Geese“ ins Exil nach Frankreich. Im selben Jahr wurde er geächtet, womit seine Titel verwirkt waren und seine Ländereien von der Krone eingezogen wurden. Seine Nachfahren machten Karriere beim französischen Militär und verwendeten im Exil ihre aberkannten Titel weiter. Sein Enkel, der nominal „6. Viscount“, verwendete in Frankreich ab dem Tod seines kinderlosen Verwandten Henry O’Brien, 8. Earl of Thomond, 1741, auch den ihm von diesem nominal zufallenden Titel als 9. Earl of Thomond, der aufgrund der Ächtung ebenfalls als verwirkt galt. Mit dessen kinderlosem einzigen Sohn, dem nominal „10. Earl of Thomond“, starb 1774 der letzte jakobitische Prätendent auf die Titel.
In zweiter Verleihung wurde er Titel am 19. Januar 1767 für den irisch-englischen Politiker Robert Craggs-Nugent neu geschaffen, zusammen mit dem nachgeordneten Titel Baron Nugent, of Carlanstown in the County of Westmeath. Am 21. Juli 1776 wurde er, ebenfalls in der Peerage of Ireland, zum Earl Nugent. Da dessen einziger legitimer Sohn Edmund Nugent bereits 1771 kinderlos gestorben war, erloschen die Titel bei seinem Tod am 13. Oktober 1788, mit Ausnahme der Earlswürde, die aufgrund einer besonderen Erbregelung bei der Verleihung an den Gatten von dessen Tochter Mary Elizabeth Nugent, George Temple-Grenville, 1. Marquess of Buckingham, als 2. Earl Nugent fiel.

## Liste der Viscounts Clare

Wappen der Viscounts Clare erster Verleihung

Viscounts Clare, erste Verleihung (1662)
- Daniel O’Brien, 1. Viscount Clare († um 1666)
- Connor O’Brien, 2. Viscount Clare (um 1605–um 1670)
- Daniel O’Brien, 3. Viscount Clare († um 1691) (Titel verwirkt 1691)
  - Daniel O’Brien († um 1693), jakobitischer „4. Viscount Clare“
  - Charles O’Brien († 1706), jakobitischer „5. Viscount Clare“
  - Charles O’Brien (1699–1761), jakobitischer „9. Earl of Thomond, 6. Viscount Clare“
  - Charles O’Brien (1757–1774), jakobitischer „10. Earl of Thomond, 7. Viscount Clare“

Viscounts Clare, zweite Verleihung (1776)
- Robert Craggs-Nugent, 1. Earl Nugent, 1. Viscount Clare (1702–1788)